# براندون بارنز (لاعب كرة قدم أمريكية أمريكي)
براندون بارنز (بالإنجليزية: Brandon Barnes)‏ هو لاعب كرة قدم أمريكية أمريكي، ولد في 12 يونيو 1981.

## وصلات خارجية
- براندون بارنز على موقع مرجع كرة القدم المحترفة.كوم (الإنجليزية)